# サイゴクミツバツツジ
サイゴクミツバツツジ（西国三葉躑躅 学名Rhododendron nudipes）はツツジ科ツツジ属の落葉低木。
サイゴクツバツツジは、九州の山地に分布している。4月中旬から5月にかけて、約4cmの紅紫色の花を咲かせる。変種として、ヒメミツバツツジ、キリシマミツバツツジがある。

## 画像

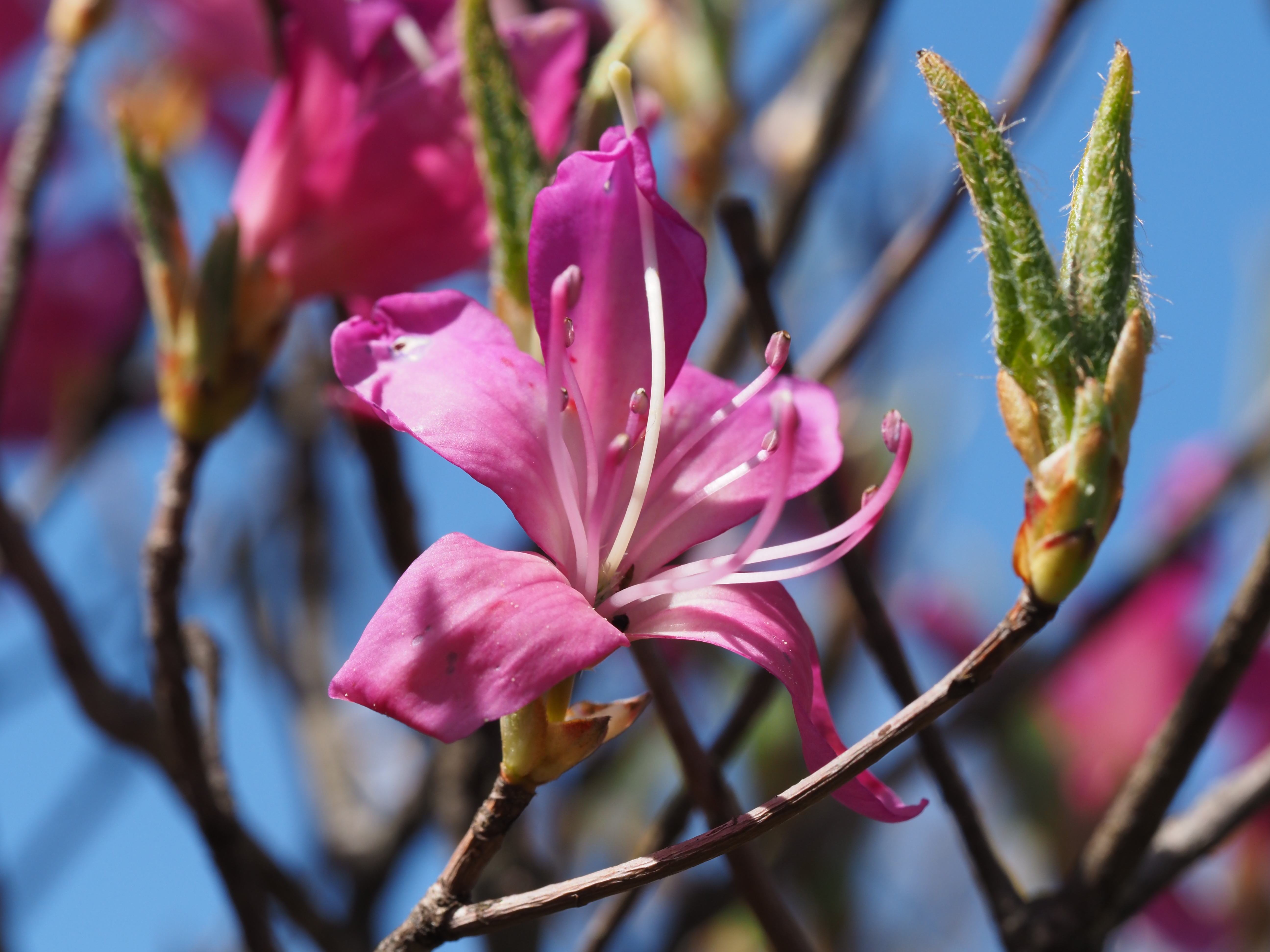
サイゴクミツバツツジ　Rhododendron nudipes